# Calle de Trafalgar
La calle de Trafalgar es una vía que da nombre al barrio más meridional del distrito de Chamberí de Madrid (España). Une la calle de Luchana con la calle de Eloy Gonzalo. La calle toma su nombre de la batalla de Trafalgar, perdida el 20 de octubre de 1805 y novelada por Benito Pérez Galdós en el primer libro de sus Episodios nacionales.

## Historia
Trazada y abierta, según sugieren Carlos Cambronero e Hilario Peñasco, hacia la década de 1880, Pedro de Répide la describía en el primer cuarto del siglo xx como una «hermosa calle» con el Mercado de Olavide en «su promedio». Derribado el mercado el 2 de noviembre de 1974, en su espacio se urbanizó una plaza modestamente ajardinada, sometida a la infraestructura del aparcamiento y el paso subterráneo que se construyó debajo de ella. Sucesivas remodelaciones han ido conformando un espacio abierto y soleado con parterres de arbustos y una fuente instalada en 2002.
La calle tuvo entre sus primeros edificios una corrala en el número 33, y antiguas casas en los números 8, 10 y 12, ya desaparecidas. Se conserva la azulejería de Juan Ruiz de Luna que decora uno de los inmuebles que hacen esquina con la plaza de Olavide.

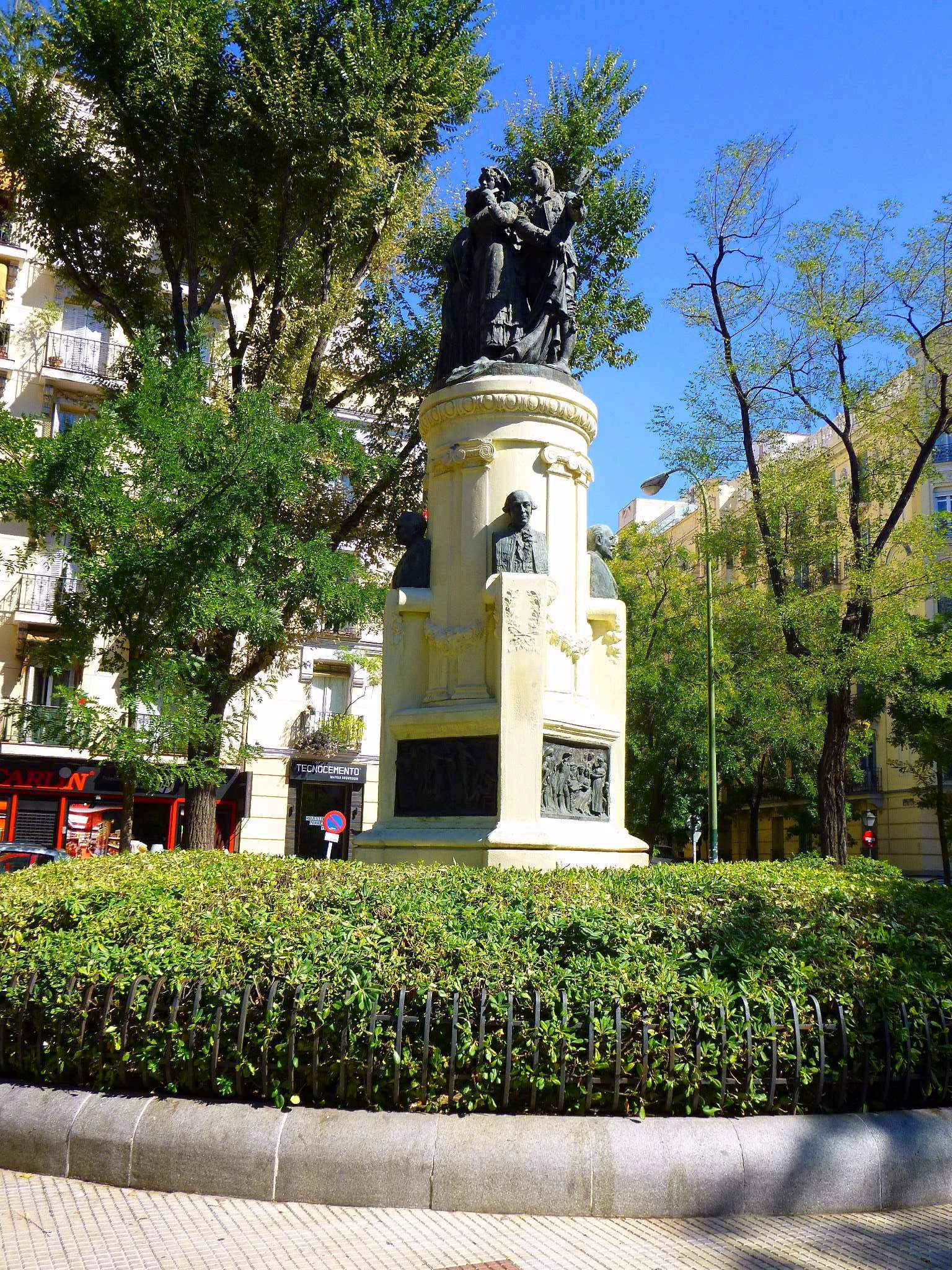
Monumento a los chisperos, manolas y saineteros madrileños, Lorenzo Coullaut Valera, 1913.

En el número 32 de esta calle hay un templo evangélico; y en un pequeño espacio ajardinado que se forma en la intersección con la calle Luchana, se encuentra el Monumento a los chisperos, manolas y saineteros madrileños, obra de Lorenzo Coullaut Valera, en 1913.

## Vecinos
Entre los famosos que vivieron en esta calle puede citarse a la periodista Irene Falcón (seudónimo de Irene Carlota Berta Lewy), secretaria y traductora con Santiago Ramón y Cajal, y colaboradora de Dolores Ibárruri, nacida en esta calle Trafalgar según dejó escrito en sus memorias.